# Karl Nissen
Karl Nissen, född den 27 februari 1879 i Kristiania (nuvarande Oslo), död där den 14 maj 1920, var en norsk pianist. Han var son till Oscar Nissen och Erika Lie-Nissen.
Nissen var elev till sin mor och till Busoni i Berlin. Han konserterade mycket i Norge och utlandet (även Stockholm och Göteborg) samt vann anseende för ypperlig teknik och inträngande uppfattning. Nissen blev 1911 dirigent för Cæciliaforeningen och 1913 för Musikforeningen samt 1912 musikkritiker i Aftenposten.